# روابط مالزی و مجارستان
روابط مالزی و مجارستان (انگلیسی: Hungary–Malaysia relations) روابط خارجی بین کشورهای مالزی و مجارستان است. سفارت مجارستان در کوالا لامپور، و سفارت مالزی در بوداپست قرار دارد.

## تاریخچه
روابط دیپلماتیک بین دو کشور در سال ۱۹۶۹ برقرار گردید و سفارت مالزی در مجارستان در سال ۱۹۹۳ راه اندازی شد.